# ندى

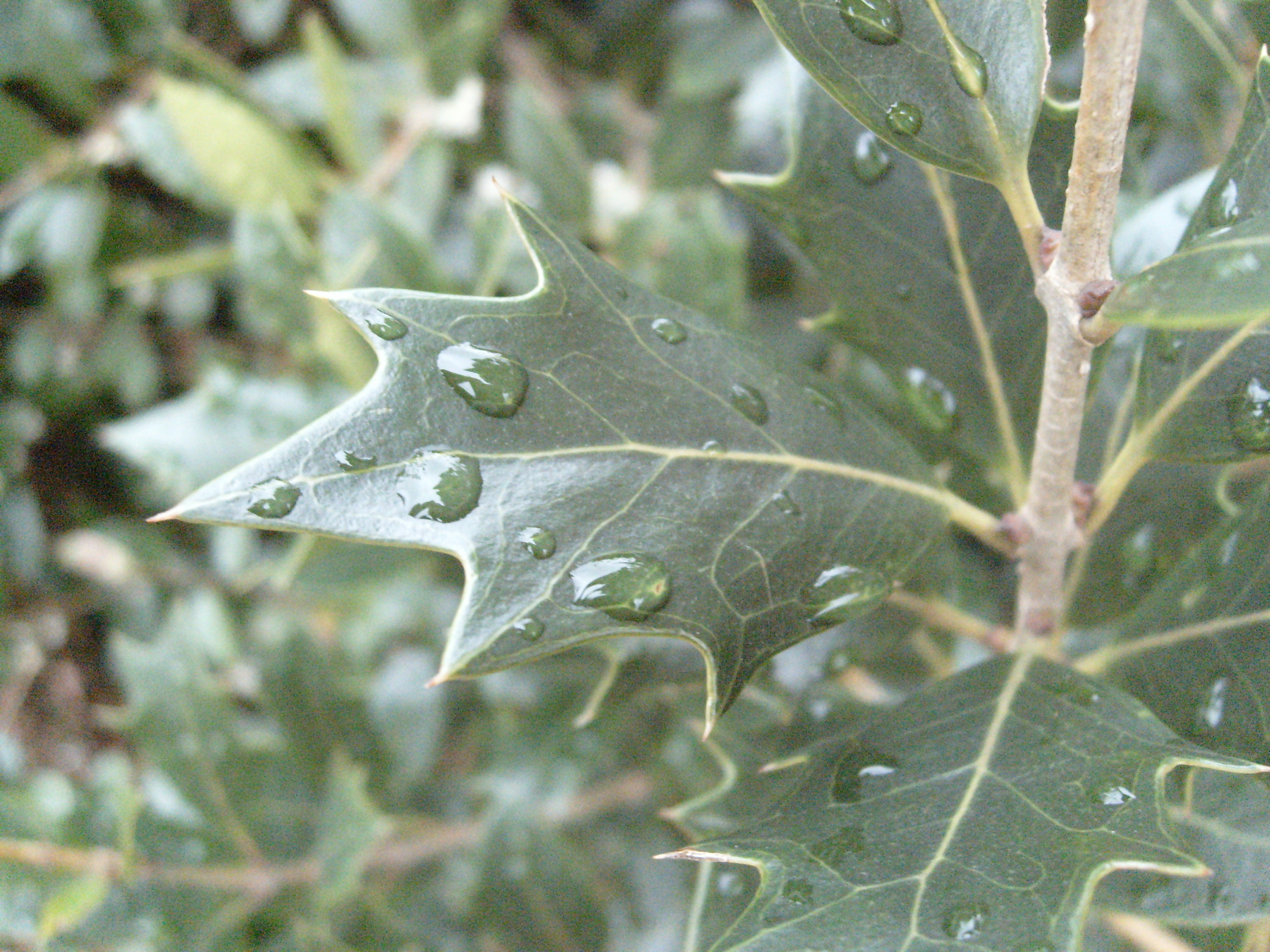
ظاهرة الندى على أوراق النباتات

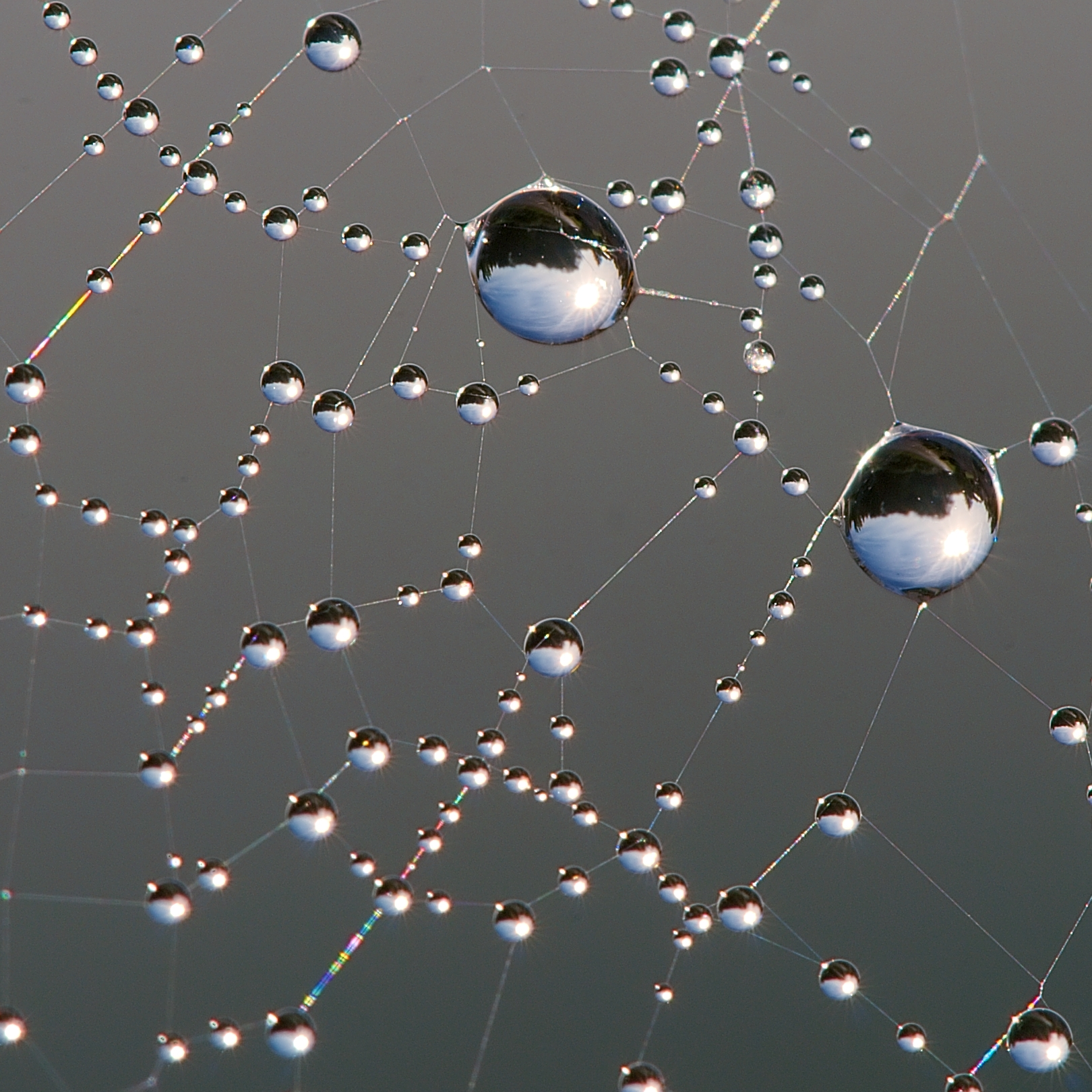
قطرات الندى على شبكة عنكبوتية

الندى قطرات ماء تتكون في الليل وتتبخر في الصباح الباكر، فيما يتحول بخار الماء إلى ماء سائل عن طريق ملامسته لسطح بارد وذلك بإشعاع حرارته، وإحداث التكثف الجوي بمعدل أعلى من معدل تبخره، بالتالي مكوناً قطرات الندى.
يُشاهَد الندى غالبا على أوراق النباتات في الصباح أو على الأزهار أو على الأرض. الفائدة الأساسية للندى هي المحافظة على بيئة رطبة عند النباتات والأزهار في الأماكن الجافة.
أحيانا وعندما يكون الجو بارداً، فإن الندى يمكن أن يتحول إلى صورة أخرى هي الثلج، وتسمى هذه الحالة صقيع.
لما كان الندى يتعلق بالأسطح الحرارية مباشرة، فإنه يتكون في أواخر الصيف بشكل أسهل على الأسطح التي لا تتأثر بدفء الأرضية وبالتالي عدم انتقال الحرارة بالتوصيل إليها كما هو الحال في العشب، الأوراق، أسطح السيارات، والجسور.
ينبغي عدم الخلط بين ظاهرة الندى وظاهرة الشرنقة حيث أن الأخيرة تقوم بها بعض النباتات لتحرير كمية كبيرة من الماء من على رؤوس أوراقها...

## التشكل
يتكثف بخار الماء إلى قطرات من الندى اعتماداً على درجة الحرارة. تسمى درجة الحرارة التي تبدأ عندها القطرات بالتشكل بنقطة الندى. عندما تنخفض حرارة سطح ما حتى تؤول إلى نقطة الندى، يتكثف بخار الماء عند الضغط الجوي مشكلاً قطرات صغيرة على السطح. تتميز هذه العملية عن تلك التي تنشأ عن الهطول كما في الضباب أو في السحاب رغم تشابهما في مبادئ الديناميكا الحرارية.

## الاستغلال
يتم في بعض المناطق محاولة جمع قطرات الندى بواسطة مكثفات الندى والآبار الهوائية.